# Allonnes, Sarthe

Allonnes este o comună în departamentul Sarthe, Franța. În 2009 avea o populație de 11,128 de locuitori.